# Глад в Поволжието (1921 – 1922)
Гладът в Поволжието от 1921 – 1922 години е резултат от участието на Руската империя в Първата световна война и последвалите Февруарска революция и Октомврийска революция; Гражданска война и Чуждестранна интервенция в Русия.
Районите, обхванати от глад, се простират от Южен Урал по цялото Поволжие. Според официалната съветска статистика гладът засяга териториите на общо 35 бивши руски губернии в Поволжието (вкл. Башкирия), Южна Украйна, Крим (тогава в РСФСР), както и частично Казахстан, Урал и Западен Сибир.
Случаи на масов глад в някои региони са записани в периода от есента на 1920 г. до началото на лятото на 1923 г. Гладът достига своя връх от есента на 1921 г. до пролетта на 1922 г.
Обхванатото от глада население е общо 90 милиона души, от които пряко засегнати са най-малко 40 милиона (28 милиона според официалните съветски статистики от онова време) души. Броят на жертвите на глада възлиза на около 6 милиона души.
В борбата срещу глада правителството на СССР иска и приема чуждестранна помощ от развитите капиталистически страни, включително от САЩ, като на американски компании са предоставени многобройни концесии за природни богатства на територията на СССР, и най-вече в Сибир.
Поволжието през 1921 – 1922 години е под контрола на болшевиките. Гладът се превръща в удобно извинение за новата съветска власт за масирана пропагандна атака срещу Православната църква, от която са секвестирани многобройни църковни имоти и е нанесен фатален удар срещу духовните устои и опора на руския народ.